# Великий Лебовські
«Великий Лебовські» (англ. The Big Lebowski) — культовий кінофільм братів Коен, знятий та випущений на екран 1998 року. Перегляд цього фільму не рекомендується дітям до 16 років. На основі фільму сформувалася ціла релігія дудаїзм (англ. Dudeism — від «dude» — чувак). Визнаний одним з найкультовіших фільмів усіх часів. В основу сценарію лягла книга Реймонда Чандлера «Глибокий сон» (1939), але фільм, проте, не є точною її екранізацією, додаючи до історії багато нових сцен та сюжетних ходів. Знімання відбувалося у різних районах Лос-Анджелеса та тривало одинадцять тижнів, прем'єрний показ відбувся на фестивалі Санденс. Згодом зроблено кілька перевидань на різних носіях, у тому числі неодноразово випускалися колекційні версії з додатковими матеріалами.
Головну роль виконав Джефф Бріджес, його персонаж — безробітний пацифіст, що випадково потрапив до епіцентру авантюри з вимаганням одного мільйона доларів. На прохання сварливого мільйонера герой отримує гроші та нібито кур'єр йде на зустріч з бандитами, що викрали молоду жінку (дружину мільйонера), але процес передачі грошей провалюється, і йому разом з найкращим другом, ветераном війни у В'єтнамі, доводиться виплутуватися з цієї непростої ситуації. Під час розвитку історії перед глядачем постають багато ексцентричних персонажів, сюжет різко петляє і в підсумку приходить до несподіваної розв'язки.
«Великий Лебовські» не мав великого комерційного успіху, багато хто з професійних критиків зустріли фільм прохолодно, а деякі інтернет-рейтинги назвали його мало чи не найгіршою роботою Коенів. Проте, з огляду на незвичайності, фільм зібрав навколо себе величезну кількість фанатів і, завдяки великій кількості гумору, став «першим культовим фільмом епохи Інтернету». На підставі фільму написані книги, створені сайти, щорічно проводяться фестивалі імені Лебовські, поширюється ціле філософське вчення, засноване на образі головного героя. Багато реплік персонажів стали крилатими фразами.
На 1 березня 2024 року фільм займав 215-ту позицію у списку 250 кращих фільмів за версією IMDb.

## Сюжет
Дія відбувається в Лос-Анджелесі в 1991 році. Фільм починається з невеликої вступної частини, в якій незримий оповідач представляє глядачам Джеффрі Лебовські, відчуженого від світу чоловіка, відомішого за прізвиськом «Чувак», який неквапливо робить покупки в продуктовому відділі супермаркету. В результаті він вибирає пакет вершків, виписує касиру чек на 69 центів і вирушає додому. Але вдома головного героя вже чекають двоє бандитів. Вони представляються людьми якогось Джекі Тріхорна і вимагають повернення боргів, які зробила Банні, дружина Джеффрі Лебовські. Чувак насправді ніколи одружений не був, і бандити, усвідомивши, що помилилися адресою, йдуть, при цьому один з них мочиться прямо на килим. Килим «задавав стиль всій кімнаті», тому, слідуючи пораді свого найкращого друга Волтера, Чувак вирішує сходити до однофамільця і вимагати у нього відшкодування завданих збитків. На наступний день так званий «великий» Лебовські, літній мільйонер в інвалідному кріслі, категорично відмовляється від виплати компенсації. Щоб помститися, Чувак забирає з його маєтку один із килимів. Крім того, тут він знайомиться з Банні, молодою німфоманкою, яка вийшла заміж за старого Лебовські через гроші.
Наступного дня Великий Лебовські несподівано викликає Чувака до себе додому і з прикрістю повідомляє, що Банні викрали бандити. Старий просить його виступити в ролі кур'єра і доставити викрадачам мільйон доларів готівкою, тому що вважає, що вимагачами можуть бути ті два головорізи, які зіпсували килим. Повернувшись додому, Чувак лягає відпочивати на краденому килимі, але в квартиру вламуються якісь люди і сильним ударом відправляють героя в непритомний стан. Після невеликого музичного сну Чувак прокидається на голій підлозі — новий килим зник. Через деякий час надходить дзвінок від викрадачів Банні, і Чувак, отримавши дипломат з грошима, вирушає на вказане місце. При цьому Волтер намагається переконати його, що викуп слід залишити собі, а бандитам можна віддати валізу, набиту брудною спідньою білизною. Чувак відмовляється від цього, але не може перешкодити впертому другу — в результаті бандити їдуть з валізою, а герої залишаються з мільйоном доларів на руках, так і не звільнивши заручницю. Чувак переживає, що дівчину тепер можуть вбити, але Волтер незворушний, нічого іншого не залишається, як поїхати грати в боулінг. Тієї ж ночі на виході з боулінгу Чувак виявляє, що його машину викрали, а кейс з усіма грошима лежав у багажнику. Незабаром Чувака викликає до себе дочка Великого Лебовські Мод і зізнається, що це її люди забрали килим (він дорогий їй як пам'ять про матір). Вона розповідає, що Банні працює у Джекі Тріхорна порноакторкою і, найімовірніше, сама влаштувала викрадення, щоб отримати гроші чоловіка. Мод просить Чувака в жодному разі не віддавати викуп, оскільки гроші насправді належать благодійному фонду, що допомагає малозабезпеченим обдарованим дітям, а Лебовські є засновником цієї організації.
Потім відбувається розмова між двома Лебовські — Великий вичитує Чувака за провал з передачею грошей. Виправдовуючись, герой каже, що передав дипломат, як і було домовлено, але старий показує йому присланий бандитами конверт з відрубаним жіночим пальцем ноги. Чувак повертається додому і приймає заспокійливу ванну, після чого до нього вривається банда нігілістів, що говорять з німецьким акцентом. Вони представляються викрадачами, вимагають належні їм гроші і, пригрозивши розправою, йдуть геть. В ході ще однієї розмови з Мод Чувак дізнається, що німецькі нігілісти припадають Банні друзями (колегами по зніманні в порно). Герой забирає з поліцейської стоянки свою знайдену машину, але кейса з грошима в ній вже немає. Між спинкою крісла і сидінням виявляється клаптик паперу з домашньою роботою школяра Ларрі. Чувак і Волтер вирушають «розколювати» підлітка, але поїздка обертається повним провалом, і назад вони повертаються без грошей і будь-якої інформації.
Незабаром з'являються два головорізи із зав'язки фільму і відвозять Чувака в Малібу, на зустріч з Джекі Тріхорном. Тріхорн цікавиться місцезнаходженням Банні і заявляє, що має намір отримати свої гроші будь-якою ціною. Чувак розповідає йому про п'ятнадцятирічного підлітка і, випивши коктейль з підмішаним снодійним, «відключається». Після чергового музичного сну він опиняється в поліцейській дільниці; шериф Малібу виявляє своє невдоволення з приводу порушення міського спокою і в люті кидає в Чувака кухоль з кавою. Вибравшись з дільниці, герой вирушає додому. В квартирі його зустрічає Мод, вона спокушає Чувака і після сексу розповідає, що її батько насправді бідний, бо мати перед смертю абсолютно всі гроші заповіла благодійному фонду, а батька залишила керувати ним. Раптово до Чувака приходить прозріння, і вся схема стає ясною: дізнавшись, що Банні викрали, Великий Лебовські під виглядом викупу вирішив привласнити мільйон доларів з сімейного фонду. Всі гроші він забрав собі, а Чуваку віддав лише порожній дипломат (з телефонними каталогами), очікуючи, що того, безробітного шалапута, звинуватять у крадіжці, а дівчину вб'ють.
Пізніше з'ясовується, що ніякого викрадення і зовсім не було: Банні просто на кілька днів поїхала в інше місто, а її друзі-нігілісти вирішили обіграти це як викрадення і струсити з багатого старого гроші. Чувак і Волтер вирушають до резиденції Лебовські, де зустрічають Банні, яка тільки що повернулася з подорожі. Вони викривають Великого, але той ні в чому не зізнається і заперечує свої корисливі наміри. Тоді Волтер звинувачує його в симуляції паралічу, підіймає з крісла і кидає на підлогу. Немічний старий гірко плаче, і героям доводиться піти. Трохи пізніше друзі зустрічають банду нігілістів, які підпалили машину Чувака і досі претендують на мільйон. Змирившись із тим, що їхній задум не вдався, німці вимагають віддати всі гроші, що лежать у героїв в кишенях. Волтер, ветеран війни у В'єтнамі, вступає в бійку і нейтралізує нападників, відкусивши при цьому одному з них вухо. Друзі неушкоджені, але Донні, їхній партнер з боулінгу, який весь час стояв осторонь, помирає від серцевого нападу.
Після бесіди з начальником похоронного агентства герої разом з прахом Донні піднімаються на високий стрімчак. Волтер вимовляє прощальну промову, в якій згадує, що Донні любив серфінг і боулінг, потім відхиляється від теми і розповідає про солдатів, загиблих у В'єтнамі, а завершує виступ цитатою з Гамлета: «Спи спокійно, милий принце». Потім Волтер розвіює прах, засипаний коробку з-під кави Folgers, але через вітер прах летить не в море, а прямо Чуваку в обличчя. Той ображається, але Волтер міцно його обіймає і пропонує піти зіграти в боулінг. Фільм закінчується сценою зустрічі Чувака з оповідачем. Людина в костюмі ковбоя радить йому не засмучуватися з приводу смерті друга і жити далі. Завершуючи історію, оповідач відзначає, що Донні, звичайно, шкода, але життя триває.

## Актори та персонажі
- Джефф Бріджес—Джеффрі «Чувак» Лебовські (англ. Jeffrey «The Dude» Lebowski, в одному з дубльованих перекладів Дюдя) — головний герой фільму, безробітний нероба, основними та практично єдиними інтересами якого є куріння марихуани, вживання алкогольного коктейлю «Білий російський», прослуховування пісень групи Creedence Clearwater Revival та боулінг. В молодості Чувак був членом «сіетлської сімки», частини «сіетлського визвольного фронту», свого часу підробляв вантажником апаратури в турне «Speed of Sound» групи Metallica (такого турне в дійсності не існувало). За сюжетом він виявляється втягнутим у фінансову авантюру, влаштовану незнайомим йому тезком. Чувак присутній у всіх сценах фільму, крім тієї, де нігілісти замовляють млинці з чорницею (це традиційний прийом для фільмів жанру нуар), при цьому протягом всього фільму жодного разу не показано як він кидає кулю для боулінгу (хоча в трьох сценах він тримає її в руках). Бріджес говорив, що брати Коен писали сценарій спеціально для нього[12].
- Джон Гудмен—Волтер Собчак (англ. Walter Sobchak) — найкращий друг головного героя, власник магазину зброї. Його психічна неврівноваженість стає причиною багатьох комічних ситуацій у фільмі, він має чіткі життєві принципи, намагається допомогти Чуваку вибратися з неприємностей, але переважно тільки посилює його проблеми. Під впливом дружини-єврейки Волтер колись прийняв юдаїзм, але навіть після розлучення продовжує дотримуватися всі традиції, в тому числі Шабат. З великою повагою ставиться до війні у В'єтнамі, учасником якої був, при цьому іронізує щодо війни в Перській затоці.
- Стів Бушемі—Донні (англ. Donny) (Теодор Дональд Каработсос) — член команди з боулінгу разом з Чуваком та Волтером. Донні нічого не знає про пригоди Чувака та часто виявляється «не в темі», а причина, через яку Волтер постійно радить йому «заткнутися», полягає в тому, що у фільмі «Фарго», попередній картині Коенів, його герой якраз ніяк не міг замовчати[13]. У кінцівці Донні помирає від серцевого нападу. Одразу ж після того, як Чувак та Волтер помічають, що Донні погано, схиблений на війні у В'єтнамі Волтер каже, заспокоюючи вмираючого друга, що вертоліт вже в дорозі.
- Девід Хаддлстоун—Джеффрі Лебовські (англ. Jeffrey Lebowski) — прикутий до інвалідного візка мільйонер, одружений з молодою Банні. Отримав параліч ніг під час участі в Корейській війні, з великим презирством ставиться до людей на кшталт Чувака, називаючи їх «дармоїдами». Він той самий «великий» Лебовські з назви фільму[14].
- Тара Рід—Банні Лебовські (англ. Bunny Lebowski, уроджена Френ Кнуцен) — «трофейна» дружина Великого Лебовські, яка втекла з дому в Мурхед (Міннесота) та стала порноакторкою. Банні любить жити на широку ногу і з цієї причини заборгувала гроші багатьом впливовим людям міста. Навколо її передбачуваного викрадення будується весь сюжет фільму, хоча в кінці з'ясовується, що вона, нікого не попередивши, просто їхала з міста. За словами Рейд, на роль Банні пробувалася Шарліз Терон[15].
- Філіп Сеймур Гоффман—Брандт (англ. Brandt) — сікофантичний та послужливий асистент Джефрі Лебовські, постійно турбується про його і своє благополуччя.
- Джуліанн Мур—Мод Лебовські (англ. Maude Lebowski) — дочка Великого Лебовські, феміністка, авангардна художниця. Вважає, що головна слабкість батька — марнославство, також стверджує, що її батько насправді не мільйонер, він керує благодійним фондом, що дістався йому від дружини, але сам нічого не має.
- Бен Газзара—Джеки Тріхорн (англ. Jackie Treehorn) — режисер порнофільмів, у тому числі знімав фільми за участю Банні, яка заборгувала йому велику суму грошей. найманці Тріхорна вдираються до Чувака на початку історії.
- Петер Стормаре,Торстен Вогес і Флі— німці-нігілісти Улі Кункель (нім. Uli Kunkel), відомий також під псевдонімом Карл Хунгус, Франц (нім. Franz) та Дітер (нім. Dieter). Вони називають себе нігілістами, хоча їх дії у фільмі спростовують це, в 1970-х були учасниками музичної техно-поп групи. Дізнавшись про зникнення Банні, вирішили скористатися цим і написали Великому Лебовські лист з вимогою викупу. Ідея про створення персонажа Улі народилася після розмови Ітана Коена з Петером Стормаре під час знімання «Фарго», коли актор жартома зобразив сильний німецький акцент[16]. Вигадана група Autobahn — це пародія на групу Kraftwerk, обкладинка альбому, яку можна побачити у фільмі, майже в точності повторює одну з їхніх обкладинок, крім того, у Kraftwerk є пісня "Autobahn"з однойменного альбому.
- Джон Туртурро—Ісус Кінтана (ісп. Jesus Quintana, в одному з дубльованих перекладів використовується оригінальна іспанська транскрипціяХесус) — психований фанат боулінгу, головний суперник команди Чувака. Постійно лається, використовуючи грубі сексуальні метафори, весь час говорить про себе в третій особі. Шість місяців провів у виправній колонії за спокушання восьмирічної дівчинки. Туртурро думав, що його роль буде набагато більшою, і, прочитавши сценарій, сильно засмутився. Однак, Коени дозволили йому привнести у фільм свої власні ідеї, такі, наприклад, як облизування кулі перед кидком та переможний танець, який, за його словами, був вигаданий під враженням від виступів Мухаммеда Алі[17].
- Джон Політо—Та Фіно (англ. Da Fino) — приватний детектив, найнятий батьками Банні Лебовські, щоб повернути дівчину додому. Водить машину Volkswagen Käfer, що є відсиланням до найпершого фільму братів Коен «Просто кров».
- Сем Елліотт—Незнайомець (англ. The Stranger) — наратор, що розповідає історію фільму. Одягнений, як ковбой.

### Другорядні герої
- Девід Тьюліс — Нокс Харрінгтон, актор кіно і коханець Мод Лебовські.
- Марк Пеллегріно — блондин-головоріз Джеки Тріхорна.
- Джиммі Дейл Гілмор — Смокі, член команди з боулінгу, змагається з героями.
- Джек Келер — Марті, домовласник Чувака.
- Леон Руссом — шеф поліції Малібу.
- Еймі Манн — спільниця нігілістів, подруга Франца.
- Азія Каррера — порноакторка, знімається разом з Банні Лебовські у фільмі «Кабеляж».
- Джеррі Калева — президент Іраку Саддам Гусейн

## Історія створення

### Витоки

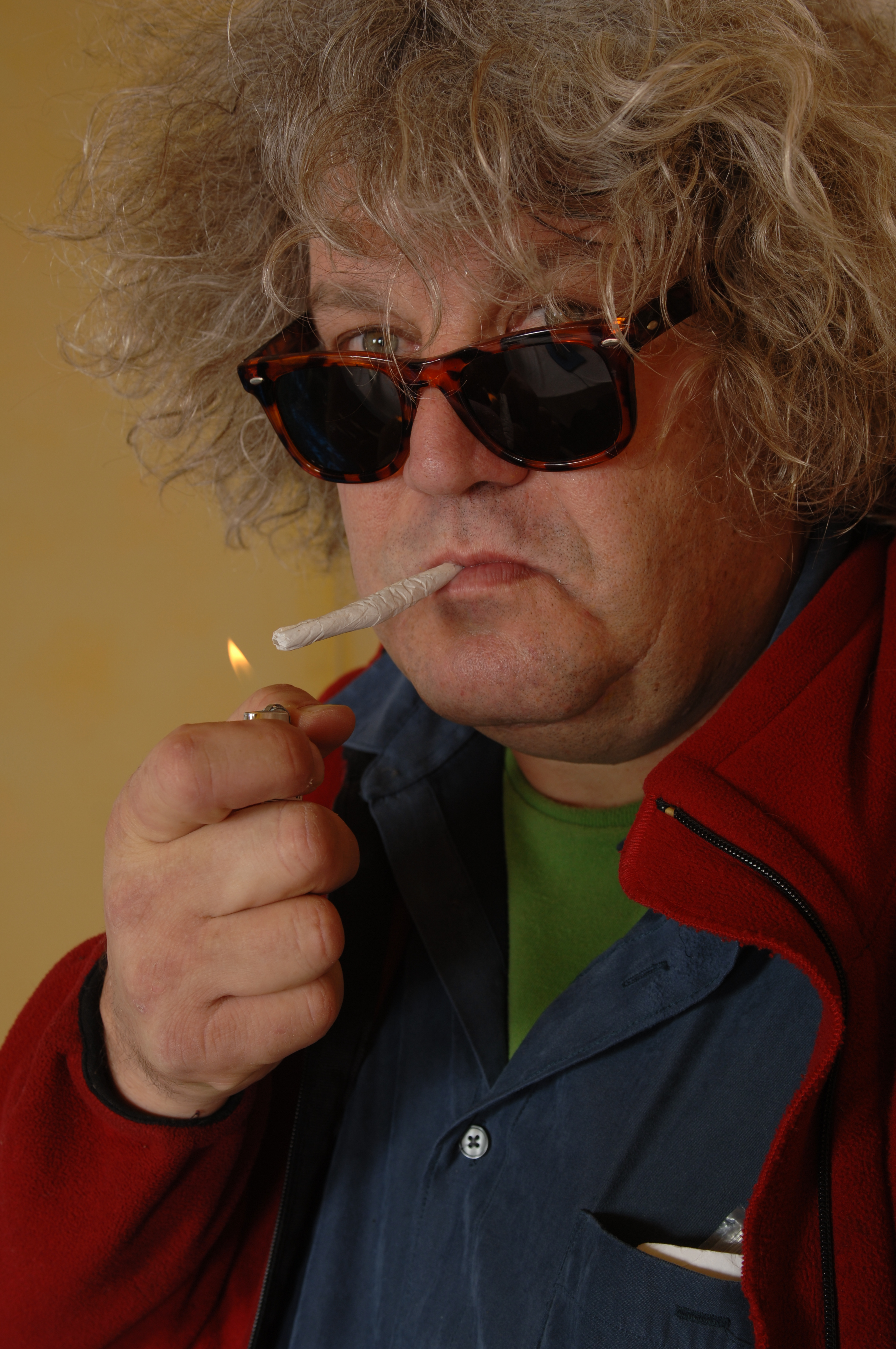
Джефф Дауд, незалежний продюсер і колишній політичний активіст, був головним джерелом натхнення братів Коен для створення образу Чувака

Образи головних героїв створювалися на основі реальних людей. Зокрема, Чувак змальований з Джеффа Дауда, промоутера незалежного кіно, з яким брати Коени познайомилися ще під час пошуків дистриб'ютора для фільму Просто кров. Дауд також був членом «сієтлської сімки», любив коктейль «Білий росіянин» і в своєму колі іменувався «чуваком». Якоюсь мірою на образ головного героя вплинув Пітер Ікслін, знайомий братів Коен, який жив в захаращеній квартирі і з повагою ставився до невеликого килиму, «що задавав стиль всій кімнаті». З Коенами Іксліна познайомив Баррі Зонненфельд, його однокурсник по Нью-Йоркському університету, і ті стали близькими друзями. 1989 року він розповів режисерам безліч кумедних випадків з життя, деякі з яких згодом були відображені у фільмі. Наприклад, Ікслін розповів їм історію про те, як він разом зі своїм приятелем Льюїсом Абернеті, теж ветераном В'єтнамської війни, шукав школяра, який викрав його машину. Так само як і у фільмі, машина була доставлена на стоянку поліції Лос-Анджелеса, і під водійським сидінням виявилася домашня робота учня восьмого класу. За життя Ікслін брав участь в аматорському чемпіонаті з софтболу, але в сценарії цей вид спорту замінили на боулінг, тому що, як сказав в інтерв'ю Ітан Коен, «це дуже дружній спорт, де можна просто сидіти, пити і курити, попутно беручи участь в порожній невимушеній бесіді». Одним із прототипів Волтера Собчака став відомий кінорежисер та сценарист Джон Міліус, з яким Коени познайомилися під час знімання фільму «Бартон Фінк». Він теж відчував любов до вогнепальної зброї та вважав себе затятим прихильником мілітаризму.
За словами Джуліанн Мур, типаж Мод Лебовські навіяний образами авангардних художниць Каролі Шнееман, яка теж «працювала голою та підвішеною до стелі», і Йоко Оно. Персонаж Ісус Кінтана запозичений з театральної вистави «Mi Puta Vida» — брати Коен випадково стали його свідками 1988 року, і Джон Туртурро грав там точно такого ж героя з педерастичними схильностями. «Ми вирішили зробити Туртурро педерастом. Ця роль у нього дійсно добре вийде» — згадував в інтерв'ю Джоел Коен.
Основна сюжетна лінія становилася під враженням від детективних романів Реймонда Чандлера, певною мірою фільм можна вважати екранізацією книги «Глибокий сон» (1939). Ітан Коен казав: «Ми хотіли зробити щось, що мало б оповідну структуру — отаку сучасну інтерпретацію сюжету Реймонда Чандлера, саме тому місцем дії був обраний Лос-Анджелес. Хотілося відтворити ту форму розповіді, присутню в книзі Чандлера, де події розгортаються в різних частинах міста та зачіпають людей різних станів». Необхідність в закадровому голосі незнайомця була викликана тим фактом, що сценарій писався не з нуля, а являв собою переробку літературного твору. Як зазначав Ітан Коен: «В якійсь мірі він замінює аудиторію слухачів. У Чандлера оповідач був одним з головних героїв, провідним розповідачем, весь час перебуваючи за кадром, але ми не хотіли відтворювати це настільки буквально. Це все одно що хтось сидить поруч з вами і коментує те, що відбувається у фільмі, перебуваючи при цьому у вашому полі зору. І в той же час надає розповіді життєву приземленість Марка Твена».
Присутність у фільмі боулінгу, за словами Джоела, обумовлена прагненням відобразити період кінця 1950-х — початку 1960-х років. «Боулінг забезпечив ретро-складову фільму, своєрідний анахронізм, відносить нас не в таку вже й далеку епоху, але, тим не менш, вона безповоротно пішла».

### Сценарій

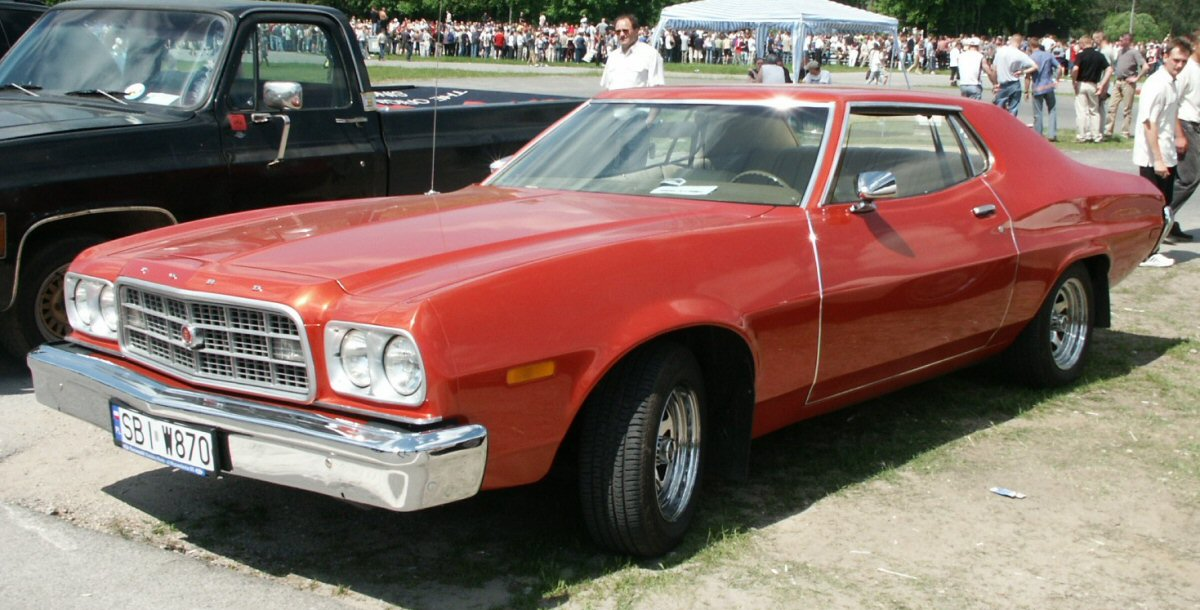
Автомобіль Чувака

Сценарій «Великого Лебовські» писався приблизно в той же час що і «Бартон Фінк». Але коли брати Коен захотіли цей проєкт реалізувати, Джон Гудмен був зайнятий на зніманні телешоу «Розанна», а Джефф Бріджес працював над створенням фільму «Дикий Білл», тому їм довелося відкласти цей сценарій та знімати інший свій сюжет під назвою «Фарго». Згідно з інтерв'ю Ітана, «спочатку картина мала базуватися на взаємовідносинах між Чуваком та Волтером», головувати мали сцени на кшталт діалогів Бартона Фінка та Чарлі Мідоус. З самого початку місцем дії був обраний Лос-Анджелес, оскільки всі люди, що стали прототипами персонажів, жили саме в цьому місті. Коли Піт Ікслін розповів режисерам про випадок з домашньою роботою, знайденою під сидінням, Коени порахували, що це цілком відповідає стилю Реймонда Чандлера, і вирішили додати в сценарій відповідний епізод. Відповідаючи на питання про правомірність привнесення в сценарій додаткових сцен, Джоел Коен процитував Роберта Альтмана, колись займався екранізацією «Довгого прощання», відзначаючи, що «Великий Лебовські» є лише поверхневою інтерпретацією Чандлера. Почавши працювати над сценарієм, Коени написали всього 40 сторінок, після чого відклали текст до майбутніх часів. Така манера роботи взагалі властива для них: «В певний момент розвитку історії завжди виникає якась проблема, ми відкидаємо сценарій та перемикаємося на інші проєкти, а через деякий час знову до нього повертаємося і доробляємо до кінця. Таким чином, під час створення одного фільму вже народжуються ідеї багатьох інших». Відповідно до початкової ідеї Чувак мав їздити на машині Chrysler LeBaron, точно такій же, яка була в Джеффа Дауда, але та виявилася недостатньо просторою для Джона Гудмена, тому Коени поміняли марку на Ford Torino.

### Підготовка до знімання
Компанії Polygram та Working Title Films, які спонсорували Фарго, виділили на створення Великого Лебовського 15 млн. $. З приводу набору акторів Джоел зазначав, що більшість реплік персонажів писалися під конкретних акторів, які уже погодилися зніматися, але деяких героїв доводилося створювати без найменшого уявлення про людей, які будуть їх грати. «Сценарій Великого Лебовські ми писали для Джона (Гудмена) та Стіва (Бушемі), але не знали, кого візьмуть на роль персонажа Джеффа Бріджеса». Готуючись до своєї ролі, Бріджес зустрівся і поспілкувався з Даудом, але крім цього багато почерпнув зі свого особистого досвіду, згадавши себе в 1960-70-ті роки: «Я жив в точно такій же глушині і теж вживав наркотики, хоча, думаю, я був трохи креативніше Чувака». Бріджес самостійно підбирав одяг для свого героя, причому більшу частину гардеробу він приніс прямо з дому — можна помітити, наприклад, що сорочку з зображенням бейсболіста актор раніше вже носив у фільмі Король-рибалка. Крім того, Бріджес постарався зімітувати фізичний стан Дауда, почав сутулитися і відростив невеликий живіт. Для Волтера Гудмен спочатку хотів іншу форму бороди, але брати Коен наполягли саме на цій, бо вважали, що вона добре поєднується з його стрижкою «їжачком».
Продумуючи візуальне виконання фільму, Коени намагалися уникнути звичайних ретро-кліше 1960-х на кшталт використання гелевих світильників, плакатів з люмінесцентною фарбою та музики Grateful Dead, як зазначав у інтерв'ю Джоел: «попри всі ці заморочки з боулінгом, нам хотілося, щоб кіно вийшло яскравим та незабутнім». Наприклад, це виразилося в зірковому мотиві, що простежується протягом усього фільму, який для прикраси інтер'єру кегельбану придумав головний дизайнер Річард Гейнріхс. Джоел говорив, що це була ідея саме Річарда — зробити безформні зірки, заповнені неоном, і розвісити їх по всій будівлі. Цей мотив, крім того, торкнувся і сцени сновидінь. «Обидві музичні сни насичені зоряними візерунками та лініями, що розходяться з однієї точки. У першому сні Чувак, втративши свідомість, бачить зірки, які плавно змінюються видом на нічний Лос-Анджелес. У другому сні сцена оточує астральне тло з зірками на поверхні» — згадував Гейнріхс. Для будинку на пляжі, що належав Джекі Тріхорну, він вирішив використовувати меблі, популярні наприкінці 1950-х-початку 1960-х років, з великою кількістю різноманітних подушок. Сам персонаж за задумом повинен бути представлений глядачеві учасником своєрідною вечірки, що нагадує святкування древніх Інків і в той же час «сучасні голлівудські прийоми, на яких дуже азартні молоді люди розгулюють з закускою та випивкою в руках».
Оператор Роджер Дікінс обговорював з Коенами візуальну складову фільму ще на стадії підготовки. Вони сказали, що хочуть бачити деякі частини в сучасному вигляді, а деякі, зокрема музичні сни, істотно стилізованими. Всі танцювальні сцени фільму ставили хореографи Білл і Жакі Лендрум. Джек Келер, готуючись до свого номера, провів три тригодинних репетиції. Брати Коен запропонували йому три композиції класичної музики, з яких актор вибрав сюїту «Картинки з виставки» композитора Модеста Мусоргського — на всіх репетиціях Келер виконував танець під кожну з п'єс цього твору.

### Знімання
Фільм знімався протягом одинадцяти тижнів в Лос-Анджелесі та його околицях, всі сцени з боулінгом ставилися в закладі під назвою «Hollywood Star Lanes» (близько трьох тижнів), в той час як музичні сни, виконані в стилі постановок Басбі Берклі, відбувалися всередині переобладнаного літакового ангара. За бажанням режисерів в багатьох сценах фільму Чувак повинен був знаходитися в стані легкого алкогольного або наркотичного сп'яніння, тому перед кожним дублем Бріджесу доводилося довго ходити з кутка в куток, сильно розтираючи свої очі, щоб надати їм відповідний вигляд. Джуліанн Мур отримала сценарій ще під час роботи над фільмом Парк Юрського періоду 2: Загублений світ — в цілому на знімальному майданчику вона провела два тижні, на початку та наприкінці робочого процесу, що тривав з січня по квітень 1997 року. Сема Еліота знімали всього два дні, але за цей час було зроблено безліч дублів його промови. Всі сцени знімалися ширококутним об'єктивом, тому що, як казав Джоел, він полегшує процес налаштування фокусу на потрібну глибину та додає рухам камери більше динаміки.
Під час знімання неодноразово виникали курйозні ситуації. Наприклад, в другому музичному сні, де Чувак виступає в ролі героя порнофільму, він пролітає між ніг кількох дівчат та дивиться їм під спідниці. Актриси, що грали цих дівчат, вирішили розіграти жарт, про який ніхто крім них не знав. Кожна дівчина помістила волосся з перуки під трико так, щоб великі пучки волосся виявилися приховані під спідницями, але були добре видимі знизу. Бріджес пізніше зазначив: «Вийшло справді смішно, але мені не можна було сміятися. Саме тому в тій сцені у мене така дивна усмішка на обличчі». Для знімання було потрібно дві машини Форд Торіно 1973 року, одну спалили на знімальному майданчику, друга була знищена в восьмому сезоні серіалу Цілком таємно, в епізоді під назвою «Salvage».

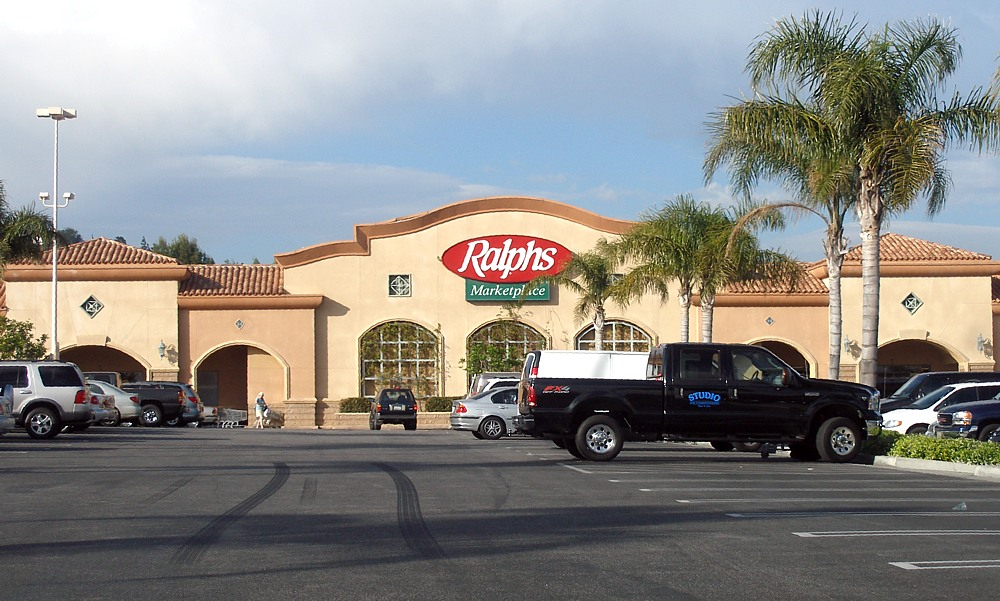
Супермаркет «Ralphs»
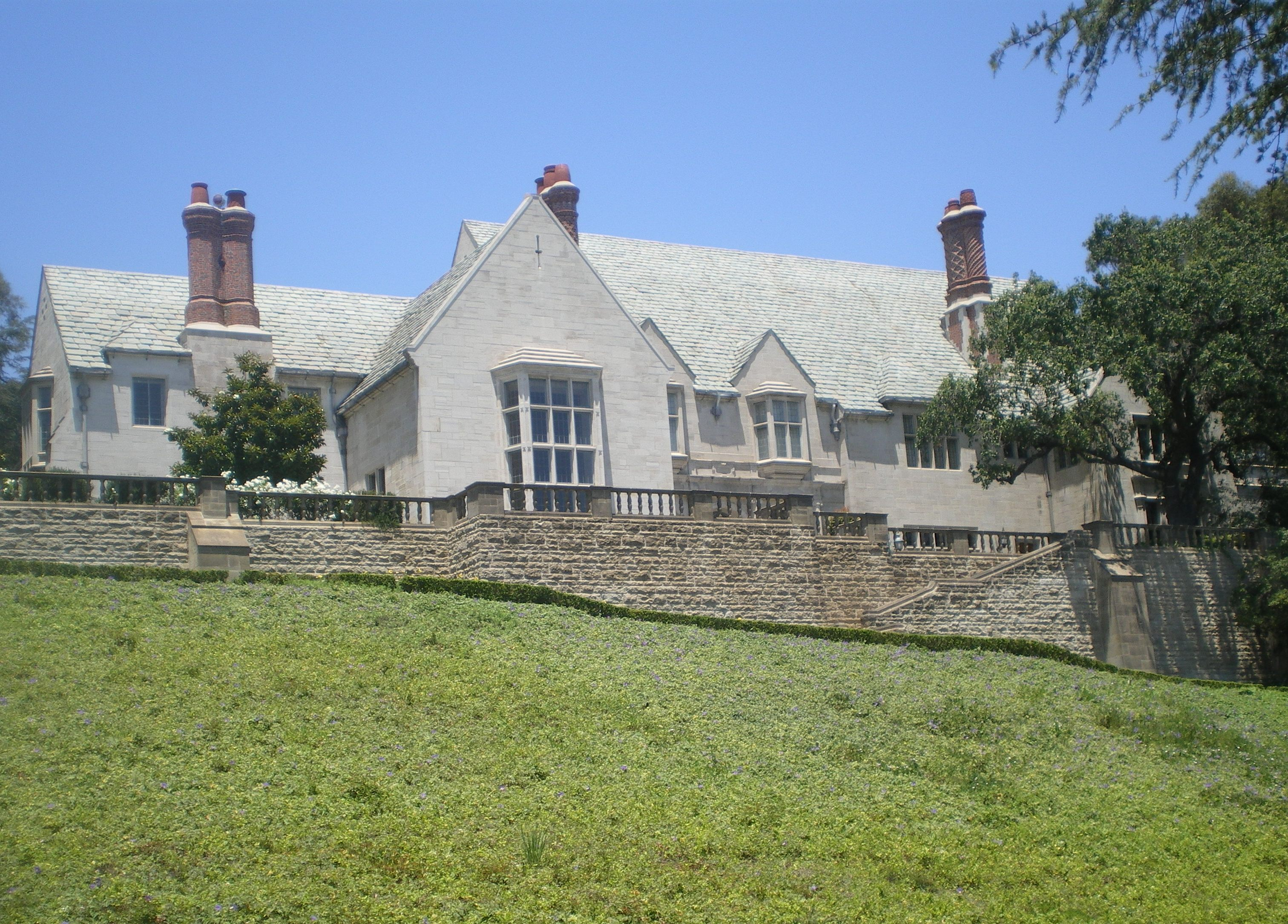
Greystone Mansion (маєток Джеффрі «Великого» Лебовського)
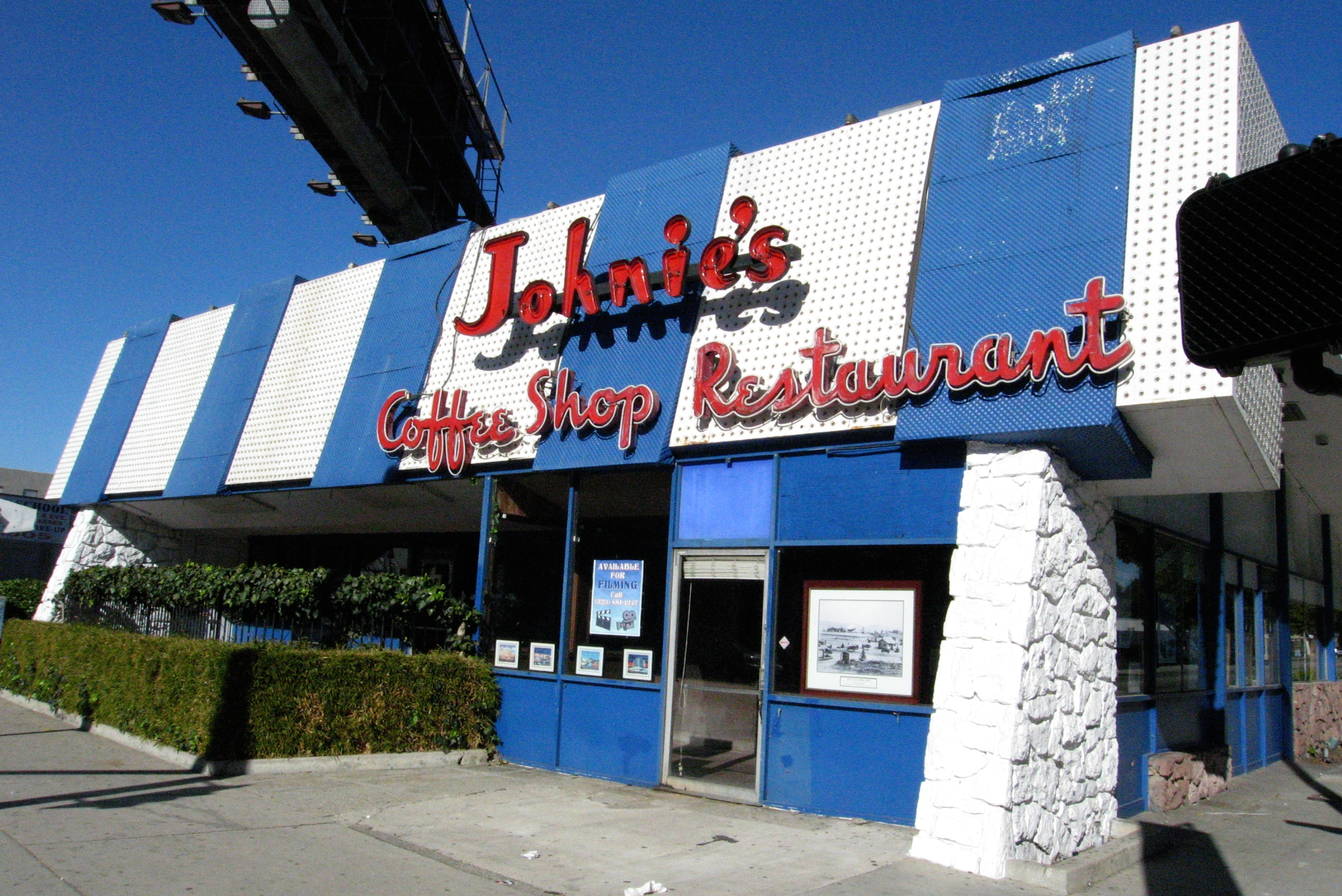
Johnie's Coffee Shop Restaurant
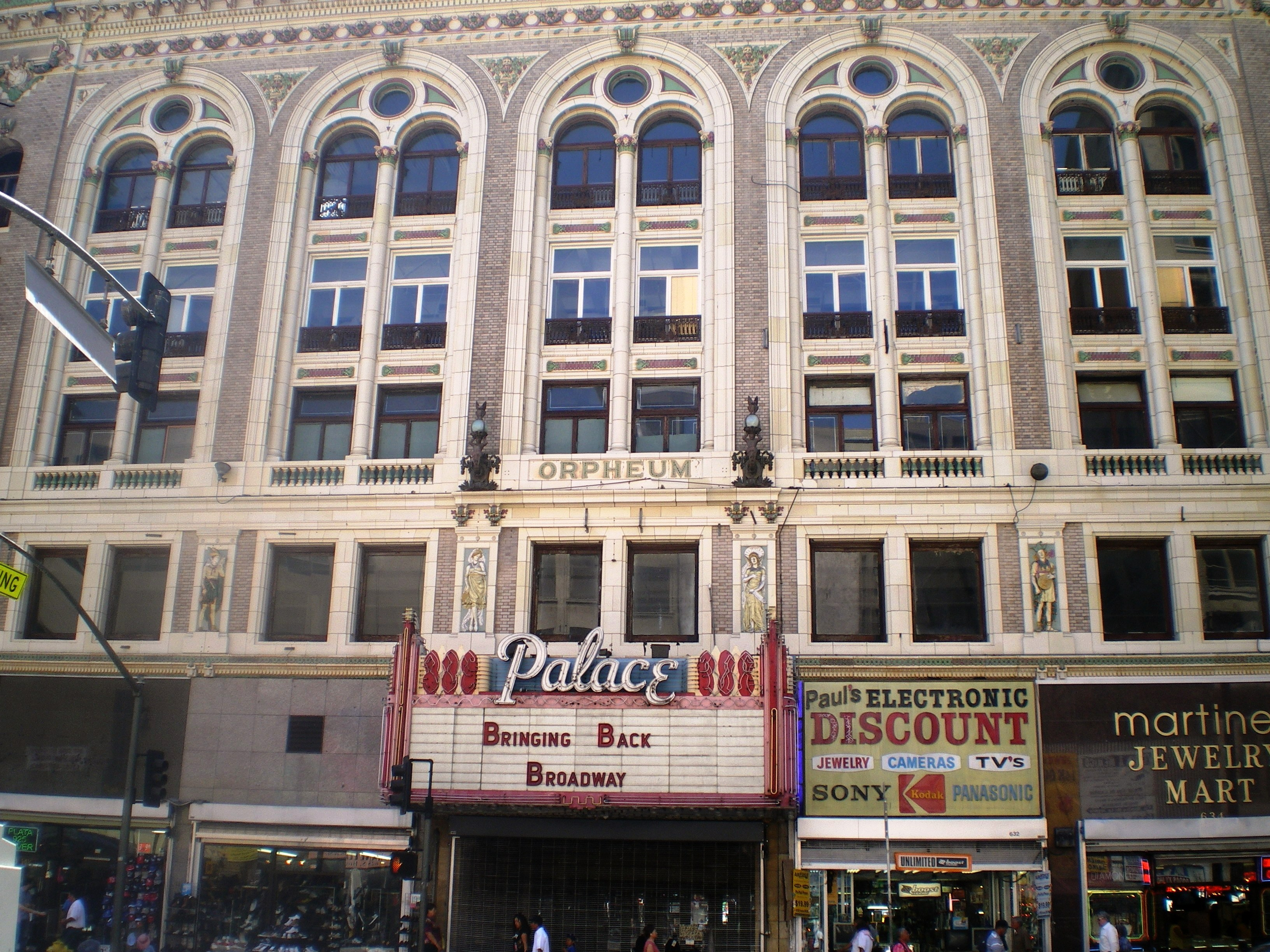
Palace Theater (Лофт Мод Лебовські)

## Саундтрек
Написанням оригінального музичного ряду займався композитор Картер Беруелл, учасник майже всіх фільмів Коенів. Під час створення сценарію брати вже тримали в голові кілька пісень: «Just Dropped In (to See What Condition My Condition Was in)» Кенні Роджерса, кавер-версію «Hotel California» від Gipsy Kings і деякі пісні Creedence Clearwater Revival. Решту музику для саундтреку вони попросили підібрати Ті-Боуна Бернета. Були потрібні пісні різних жанрів, написані в різні періоди розвитку музичної індустрії, за словами Джоела, «Ті-Боун наполіг на таку екзотику як Іма Сумак та Генрі Манчіні». Бернету довелося домовлятися про захист авторських прав на пісні Кенні Роджерса, Кептейна Біфхарта, Gipsy Kings, Moondog і досить-таки маловідомої балади Боба Ділана «The Man in Me». Особливо важко йшли переговори за право використання пісні Таунса ван Зандта «Dead Flowers», що грає під час фінальних титрів — колишній менеджер Rolling Stones Аллен Кляйн, що володіє правами, запросив 150 тис. доларів. Бернет запросив Кляйна на перегляд чорнових матеріалів фільму, і тому вони настільки сподобалися, що в підсумку він погодився віддати пісню за меншу суму. Спочатку Бернета включили в титри як «Керуючого музикою», але він попросив змінити свою роль на «Архіваріуса музики», оскільки негативно ставиться до поняття управління: «Я не хочу, щоб хтось думав про мене як про діяча менеджменту».
Музика у фільмі має не просто фонове значення, в деяких місцях вона використовується з метою повнішого розкриття сюжету та реалізації жартів, наприклад, за допомогою «Peaceful Easy Feeling» авторами висміюється стереотипна думка про те, що всі чорношкірі люди люблять реп та ненавидять кантрі — чорношкірий таксист в гніві виганяє Чувака з машини за неповагу до кантрі-гурту Eagles. Джоел зазначав, що «музика, як і всі інші елементи фільму, повинна відображати ретро-складову кінця 1960-х — початку 1970-х років». Кожному герою відповідає своя музична тема. Наприклад, пісня Боба Нолана «Tumbling Tumbleweeds» спеціально підбиралася для оповідача, а «Lujon» Генрі Манчіні ще на стадії підготовки сценарію призначалася Джекі Тріхорну. «Німецьким нігілістам акомпанує техно-поп, Джефу Бріджесу — Кріденс. Таким чином, музика відображає характерні риси кожного з персонажів» — згадував в інтерв'ю Ітан.

## Критика

### Рецензії
Прем'єра Великого Лебовські відбулася 18 січня 1998 року на фестивалі Санденс, в кінотеатрі «Еклс», що вміщає 1 300 глядачів. Як пізніше повідомила преса, багато хто з присутніх відкрито висловлювали своє невдоволення, Пітер Говелл в своєму огляді для газети «Торонто Стар» написав таке: «Не можу повірити, що за це відповідальна команда людей, що в минулому році отримала Оскар за сюжет до Фарго. В фільмі просто величезна кількість лайки, схоже на жалюгідну спробу замазати прогалини в діалогах». Місяцем пізніше фільм показали на Берлінському кінофестивалі, прем'єрні покази в Північній Америці почалися 6 березня та проходили в 1207 кінотеатрах. Збори за перший вікенд склали 5,5 млн, загальний прокат в США — 17 млн, в світі — 46 млн доларів.
Згодом багато критиків відгукувалися про фільм позитивно. На сайті Rotten Tomatoes Великий Лебовські набрав 80 % рейтингу (71 % серед найавторитетніших оглядачів). Тодд Маккарті в журналі Variety писав: «До безумовних переваг фільму можна віднести саундтрек, що поєднує оригінальну партитуру Картера Бервелла з класичними популярними мелодіями та декількома чудовими кавер-версіями». Газета USA Today дала фільму три зірки з чотирьох можливих, відзначивши, що Чувак «занадто пасивний для підтримки до нього інтересу». Дессон Гоуї з The Washington Post похвалив Коенів, назвавши їх творчість прагненням показати дивну, абсурдну культуру Америки, яка повністю вигадана, але показана, проте, настільки виразно, що дозволяє говорити про власний химерний піджанр братів Коен. «Ніхто інший не зробив би це краще за них» — констатував журналіст. Джанет Меслін в рецензії для The New York Times позитивно відзначила гру Бріджеса: «Містер Бріджес знайшов настільки відповідну для себе роль, яку він навряд чи знайде де-небудь ще. Спостерігаючи за тим, з якою граціозністю волочить ноги його відчужений персонаж, одразу стає видно, скільки витонченості в його комічних здібностях». Ендрю Сарріс в огляді The New York Observer написав наступне: «Як результат — море сміху та почуття благоговіння перед залученою сюди майстерністю. Сумніваюся, що цього року з'явиться щось того ж рівня». Чимало хвалебних слів Єна Нетана присутнє в п'ятизірковому огляді Empire: «Для тих кому подобається божественна абстракція Коенів, що розгортається в реальному світі, це справжня нірвана» і «в ідеальному світі всі фільми знімалися б братами Коен».
Однак Джонатан Розенбаум в газеті Chicago Reader удостоїв фільм негативного відгуку: «Не доводиться і сумніватися, що Великий Лебовські знятий в такій собі хвалькуватій манері — звідси і порядне спрощення. Але якщо брати до уваги моральну позицію та стилістику персонажів коенівських фільмів, це очевидно, що достойні люди начебто Бріджеса та Гудмена підносяться над усіма іншими героями». Дейв Кер з Daily News розкритикував сюжетну складову картини, «це заяложена тема, тому з неї вийшов уривчастий, натягнутий фільм». Британська газета The Guardian порівняла фільм з «купкою ідей, зібраних в один мішок, а потім розсипаних у випадковому порядку. Фільм дратує, і в нього немає сильних сторін. Але, все ж, у ньому є кілька приголомшливих приколів».

### Нагороди
Дані наведено за матеріалами сайту Internet Movie Database.

## Вплив

По фільму було написано безліч аналітичних статей та кілька книг. Найвідоміша праця в цій області належить авторству Білла Гріна

«Великий Лебовські» без перебільшення вважається культовим фільмом, як згодом напише про ньому газета The Independent: «Це перший культовий фільм епохи Інтернету». Вперше підвищену увагу до картини помітив та описав журналіст Стів Палополі, в липні 2002 року йому довелося побувати на нічному сеансі в лос-анджелеському кінотеатрі Нью-Беверлі, де багато з присутніх цитували один одному крилаті фрази персонажів фільму. Незабаром після публікації статті директор місцевого кінотеатру в місті Санта-Круз вирішив влаштувати показ «Великого Лебовські», і в перший вікенд охочих виявилося настільки багато, що кільком сотням людей просто не вистачило квитків. У підсумку кінотеатр показував фільм протягом шести тижнів, що стало в своєму роді безпрецедентним випадком. Після десяти років після виходу картини на екран репортер Бі-Бі-Сі відзначав, що «ключова причина появи культу — не просто любов до якихось деталей фільму, але насолода усвідомленням того факту, що ти один з небагатьох хто його любить».
З 2002 року в Луїсвіллі проводиться щорічний фестиваль Лебовські, в день відкриття на ньому побувало всього 150 фанатів, але в майбутньому ідею підхопили багато шанувальників фільму по всій Америці, внаслідок чого захід поширився по інших містах та штатах. Головною складовою кожного фестивалю є необмежена нічна гра в боулінг, а також всілякі вікторини та костюмовані конкурси. Свято триває протягом вікенду, і зазвичай йому передує передфестивальна нічна вечірка та денні гуляння на відкритому повітрі, з живими виступами музичних груп, сувенірними крамницями та іншим. Нерідко фестиваль відвідують знаменитості, які брали участь у створенні фільму, наприклад, одного разу на фестиваль в Лос-Анджелесі приїхав сам Джеф Бріджес. Існує британський еквівалент фестивалю Лебовські, він відомий під назвою «The Dude Abides» і проводиться в Лондоні.

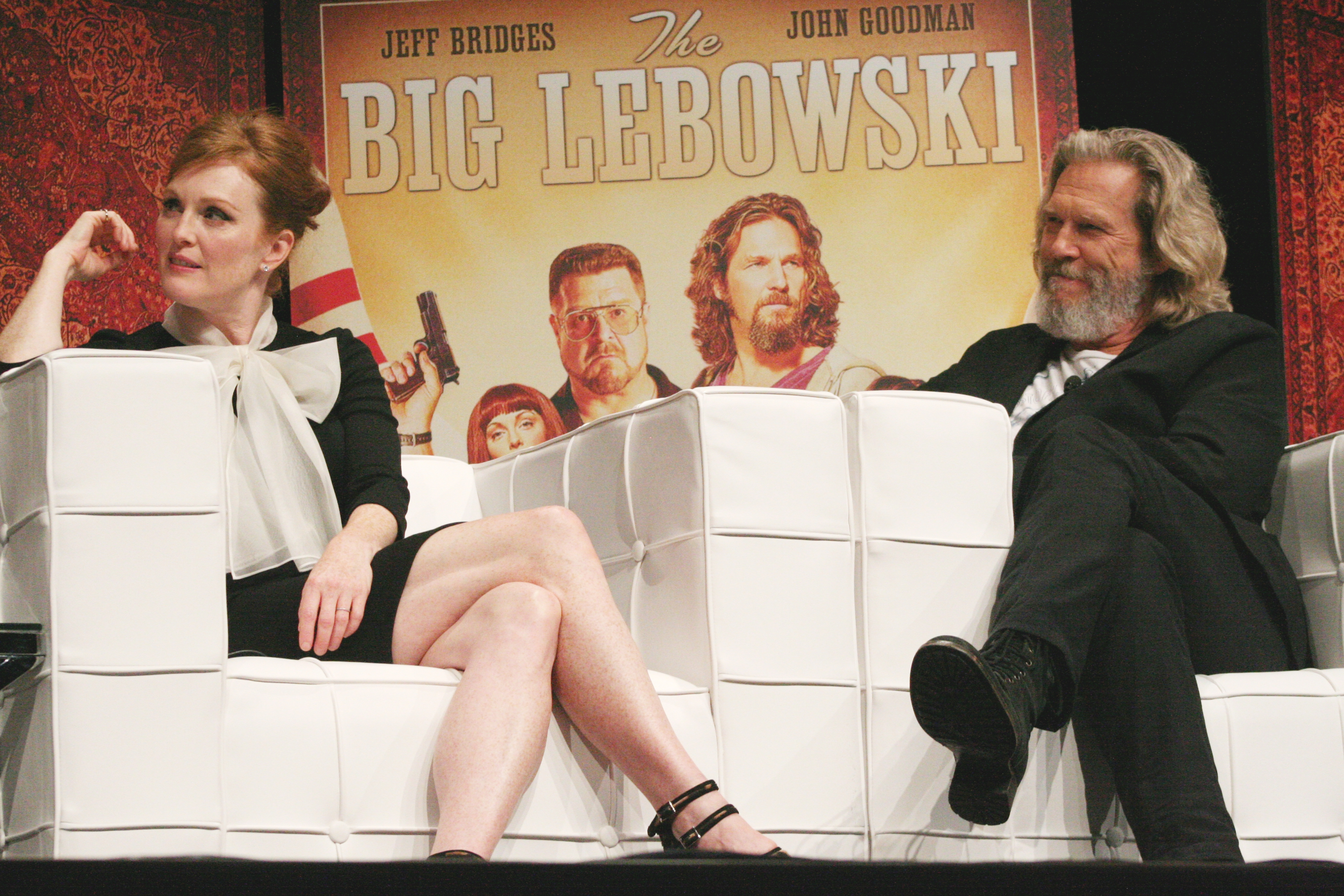
Джуліанна Мур і Джефф Бріджес на Фестивалі Лебовські в 2011 році

На основі фільму сформувалася ціла релігія дудаїзм (від англ. «dude» — чувак), основні вчення якої відповідають життєвим принципам головного героя. 2005 року була заснована так звана «Церква нового Чувака», віртуальна організація налічує близько 50 тисяч «священиків-дудаїстів», відвідувачів інтернет-сайту з усього світу, що володіють відповідними сертифікатами. Переважно дудаїсти займаються звеличенням та осмисленням сюжету фільму «Великий Лебовські», послідовники вірять, що світогляд, виражений Чуваком, існує з моменту зародження людської цивілізації, відображаючи в собі прагнення протидіяти жадібності та агресії суспільства, що розвивається.
Журнал Entertainment Weekly поставив «Великого Лебовські» на восьму позицію в списку кумедних фільмів за останні 25 років. Крім того, комедія занесена ним в список п'ятдесяти культових фільмів (позиція № 34) та список найзначущих «дивних» фільмів з 1983 року (позиція № 15). 2008 року газетою Лос-Анджелес таймс проводилося опитування на виявлення найкращого фільму, дія якого відбувається в Лос-Анджелесі, при цьому критерії відбору були наступними: «Фільм повинен відображати реальний аспект життя міста, і від одного режисера в списку може бути тільки одне найменування». За підсумками голосування «Великий Лебовські» посів десяте місце. Журнал Empire в списку «100 найбільших персонажів кіно» помістив Чувака та Волтера на сьому та сорок дев'яту позиції відповідно.